# بليس أطلسي
البليس الأطلسي (باللاتينية: Bellis atlantica) نوع نباتي يتبع جنس البليس من الفصيلة النجمية.

## الموئل والانتشار
موطنه المغرب العربي.